# Hopom träsk
Hopom träsk eller Hopjärvi är en sjö i kommunen Lovisa i landskapet Nyland i Finland. Sjön ligger 17,9 meter över havet. Den är 6,3 meter djup. Arean är 6,22 kvadratkilometer och strandlinjen är 17,75 kilometer lång. Sjön  ingår i Forsby å huvudavrinningsområde.   Den ligger omkring 73 kilometer nordöst om Helsingfors. 
I sjön finns öarna Norrholmen och Storholmen samt ytterligare några mycket små skär. 
Nordväst om Hopom träsk ligger Liljendal och väster om Hopom träsk ligger Sävträsket.